# 448-й корпусной артиллерийский полк
448-й корпусной артиллерийский полк — артиллерийское формирование (воинская часть, полк) РККА Вооружённых Сил СССР в Великой Отечественной войне.
Полк в разное время мог именоваться 448-й армейский артиллерийский полк или 448-й пушечный артиллерийский полк в том числе с добавлением аббревиатур «РГК» или «РВГК».

## История
Сформирован в 1939 году в Харьковском военном округе (ХВО). В действующей армии во время ВОв с 22 июня 1941 года по 10 июня 1944 года. Перед войной дислоцируется в городе Каунас.
С мая 1941 года находился на полигоне в 40 километрах от Каунаса. 18 июня 1941 года получил приказ провести рассредоточение и маскировку материальной части артиллерии и средств тяги. С 20 июня 1941 года получает боевые припасы в Каунасе.
На 24 июня 1941 года двумя дивизионами поддерживает в обороне 23-ю стрелковую дивизию на переднем крае на линии Яугелишкяй — Шмотай, двумя дивизионами 33-ю стрелковую дивизию в секторе 2 километра юго-западнее Ионава, Гайжюнай, Венеция.
25 июня 1941 года участвует в контрударе на Каунас, при этом 4-й дивизион полка поддерживал 188-ю стрелковую дивизию, три других дивизиона 23-ю стрелковую дивизию.
На 27 июня 1941 года отступает до Леванишкис за 33-й стрелковой дивизией, затем через Шешуоляй, Позельва с задачей сосредоточиться в лесу северо-западнее Ашкины.
30 июня — 1 июля 1941 года совершает марш по маршруту Кретоны — Цейнине — Мелегяны — Тверечь с задачей сосредоточения в районе Велька Весь.
8 июля — 9 июля 1941 года следует по маршруту Идрица — Пристань — Речки — Лешане — Ледово — Крушинино.
С 9 июля 1941 года перебрасывается в Валдай, а оттуда, очевидно к августу 1941 года — в Новгород.
23 августа 1941 года одним дивизионом поддерживает 3-ю танковую дивизию в штурме Новгорода.
В течение осени 1941 года ведёт бои на восточном берегу Волхова совместно с 225-й стрелковой дивизией, срывая попытки немецких войск переправиться через реку. Затем в течение всего 1942 года и до марта 1943 года обеспечивает артиллерийскую поддержку советских войск на участке справа — Мясной Бор, слева — озеро Ильмень. Дислоцировался в деревне Савино.
С 15 марта 1943 года поддерживает неудавшееся наступление в районе Новгорода.
В январе 1944 года принимает участие в Новгородско-Лужской операции, поддерживает огнём войска, штурмующие Новгород, продолжает дальнейшее наступление с войсками армии.
20 июня 1944 года обращён на формирование 35-й гвардейской пушечной артиллерийской бригады.

## Полное наименование
- 448-й корпусной артиллерийский Новгородский полк

### По Перечню № 13
- 448-й корпусной (армейский) пушечный артиллерийский полк

## В составе
| Дата            | Фронт (округ)                                              | Армия                                     | Корпус                 | Дивизия | Примечания                          |
| --------------- | ---------------------------------------------------------- | ----------------------------------------- | ---------------------- | ------- | ----------------------------------- |
| 22.06.1941 года | Северо-Западный фронт                                      | 11-я армия                                | 16-й стрелковый корпус |         | -                                   |
| 01.07.1941 года | Северо-Западный фронт                                      | 11-я армия                                | -                      | -       | -                                   |
| 10.07.1941 года | Северо-Западный фронт                                      | 27-я армия                                | -                      | -       | -                                   |
| 01.08.1941 года | Северо-Западный фронт                                      | -                                         | -                      | -       | -                                   |
| 01.09.1941 года | Северо-Западный фронт                                      | Новгородская армейская оперативная группа | -                      | -       | -                                   |
| 01.10.1941 года | Северо-Западный фронт                                      | Новгородская армейская оперативная группа | -                      | -       | -                                   |
| 01.11.1941 года | Северо-Западный фронт                                      | Новгородская армейская оперативная группа | -                      | -       | -                                   |
| 01.12.1941 года | Северо-Западный фронт                                      | Новгородская армейская оперативная группа | -                      | -       | кроме одного дивизиона в 34-й армии |
| 01.01.1942 года | Волховский фронт                                           | 52-я армия                                | -                      | -       | -                                   |
| 01.02.1942 года | Волховский фронт                                           | 52-я армия                                | -                      | -       | -                                   |
| 01.03.1942 года | Волховский фронт                                           | 52-я армия                                | -                      | -       | -                                   |
| 01.04.1942 года | Волховский фронт                                           | 52-я армия                                | -                      | -       | -                                   |
| 01.05.1942 года | Ленинградский фронт (Группа войск Волховского направления) | 52-я армия                                | -                      | -       | -                                   |
| 01.06.1942 года | Ленинградский фронт (Волховская группа войск)              | 52-я армия                                | -                      | -       | -                                   |
| 01.07.1942 года | Волховский фронт                                           | 52-я армия                                | -                      | -       | -                                   |
| 01.08.1942 года | Волховский фронт                                           | 52-я армия                                | -                      | -       | -                                   |
| 01.09.1942 года | Волховский фронт                                           | 52-я армия                                | -                      | -       | -                                   |
| 01.10.1942 года | Волховский фронт                                           | 52-я армия                                | -                      | -       | -                                   |
| 01.11.1942 года | Волховский фронт                                           | 52-я армия                                | -                      | -       | -                                   |
| 01.12.1942 года | Волховский фронт                                           | 52-я армия                                | -                      | -       | -                                   |
| 01.01.1943 года | Волховский фронт                                           | 52-я армия                                | -                      | -       | -                                   |
| 01.02.1943 года | Волховский фронт                                           | 52-я армия                                | -                      | -       | -                                   |
| 01.03.1943 года | Волховский фронт                                           | 52-я армия                                | -                      | -       | -                                   |
| 01.04.1943 года | Волховский фронт                                           | 52-я армия                                | -                      | -       | -                                   |
| 01.05.1943 года | Волховский фронт                                           | 52-я армия                                | -                      | -       | -                                   |
| 01.06.1943 года | Волховский фронт                                           | 59-я армия                                | -                      | -       | -                                   |
| 01.07.1943 года | Волховский фронт                                           | 59-я армия                                | -                      | -       | -                                   |
| 01.08.1943 года | Волховский фронт                                           | 59-я армия                                | -                      | -       | -                                   |
| 01.09.1943 года | Волховский фронт                                           | 59-я армия                                | -                      | -       | -                                   |
| 01.10.1943 года | Волховский фронт                                           | 59-я армия                                | -                      | -       | -                                   |
| 01.11.1943 года | Волховский фронт                                           | 59-я армия                                | -                      | -       | -                                   |
| 01.12.1943 года | Волховский фронт                                           | 59-я армия                                | -                      | -       | -                                   |
| 01.01.1944 года | Волховский фронт                                           | 59-я армия                                | -                      | -       | -                                   |
| 01.02.1944 года | Волховский фронт                                           | 8-я армия                                 | -                      | -       | -                                   |
| 01.03.1944 года | Ленинградский фронт                                        | 67-я армия                                | -                      | -       | -                                   |
| 01.04.1944 года | Ленинградский фронт                                        | 54-я армия                                | -                      | -       | -                                   |
| 01.05.1944 года | 3-й Прибалтийский фронт                                    | 54-я армия                                | -                      | -       | -                                   |
| 01.06.1944 года | 3-й Прибалтийский фронт                                    | 54-я армия                                | -                      | -       | -                                   |

## Награды и наименования
| Награда                                | Дата       | За что получена                                                                              |
| -------------------------------------- | ---------- | -------------------------------------------------------------------------------------------- |
| Почётное наименование — «Новгородский» | 21.01.1944 | За мужество и героизм личного состава проявленные при защите и освобождении города Новгород. |